# Liste des vilains récurrents de Ben 10
Cet article traite des antagonistes majeurs secondaires de Ben 10, ne jouant pas un rôle sérieusement important dans le déroulement de la série, mais tout de même récurrents de façon significative.

## Les Forces de Spectral
La saison 3 est marquée par l'apparition de trois aliens apparaissant dans des épisodes séparés, qui se révèlent vers la fin être des subordonnés de Spectral, contactés par ce dernier pour réaliser un plan complexe. Tous ont accidentellement donné leur ADN à Ben. Ils sont caractérisés par une lumière violette, présente sur chacun d'eux. Tous ont aussi une apparence basée sur des monstres de films d'horreur.
- Le Yenaldooshi : le premier des trois à apparaître. Le Yenaldooshi (appelé ainsi par Wes Green, en référence à l'animal de légende du même nom) est un Loboan de Luna Lobo, et son apparence est basée sur celle d'un loup-garou. Il apparaît dans Ben Loup-Garou, où on apprend plus tard qu'il avait été envoyé pour construire un projecteur de corrodium. Lors du premier combat avec Ben, il tente de griffer ce dernier, mais touche l'Omnitrix, lui donnant ainsi son ADN. Supposé mort à la fin de l'épisode, il s'avère avoir survécu dans Le Retour de Spectral, où il réapparaît et libère la Momie. Par la suite, il allume le projecteur sur Terre pour Spectral, mais l'appareil explose, et on ignore s'il a survécu ou non à l'explosion.
- La Momie : la Momie (nommé ainsi par les Tennyson, son vrai nom étant inconnu) est un Thep Khufan d'Anur Khufos. C'est la plus forte des trois. Elle apparaît dans Le Secret de la Momie, où elle est envoyée pour récolter du corrodium destiné au projecteur car c'est la seule à pouvoir le contrôler .Lors de son premier combat contre Ben, elle dévoile une force surpuissante et terrasse Ben, puis elle contrôla l'entourage de Ben avec ses pouvoirs venant du corrodium. Lors de son second combat contre Ben, elle enroula ses bandelettes autour de son poignet, permettant ainsi à l'Omnitrix d'acquérir son ADN. Ben tenta aussitôt d'utiliser la forme contre elle, mais se changea à la place en Biotech, et la gela en fusionnant avec un réservoir d'azote liquide. Elle fut ensuite enterrée dans un entrepôt, mais le Yenaldooshi la libère dans Le Retour de Spectral. Plus tard, le Docteur Vicktor l'absorbe accidentellement en ouvrant un portail dans l'espace pour tenter de se débarrasser de Ben.
- Docteur Vicktor : le Docteur Vicktor est un Transylian d'Anur Transyl. Son aspect est basé sur le monstre de Frankenstein. Il semble être le plus intelligent des trois (lui seul sait parler en langage humain), et le chef en l'absence de Spectral, mais ce dernier ne le respecte pas particulièrement pour autant[1]. Il apparaît dans Le Retour de Spectral, où il est déguisé en humain et s'est infiltré à la NASA. Il ressuscite Spectral, et l'aide à poursuivre Ben dans Méfiez-vous du Noir. Durant la poursuite, il agrippe le garçon par le poignet, lui donnant ainsi involontairement son ADN. Plus tard, il tente dans un moment de colère d'ouvrir un portail dimensionnel dans l'espace pour débarrasser Spectral de Ben, mais le portail l'aspire finalement avec la Momie, tandis que Ben se tire d'affaire.

## Argit
Argit est un personnage apparu brièvement dans Ben 10: Alien Force. C'est un mutant escroc et un vieux complice de Kevin. Il ressemble à un rat vaguement anthropomorphique, avec des pics de porc-épic sur le dos. Il peut projeter ses pics comme armes de tirs, avec dessus un produit paralysant ou soporifique. Il est aussi très agile et rapide.

Argit apparaît dans l'épisode 4, où il aide Kevin à retrouver un message holographique de Max destiné à Ben. Lorsque le possesseur, Vulkanus, demande la technologie du Van de Max en échange, Kevin est forcé de voler le Van et de l'amener à Argit, qui le trahit cependant pour vendre lui-même cette technologie. Ben, Gwen et Kevin le rattrapent cependant peu après, et Ben réussit à Battre Argit en prenant la forme d'Echo Echo. Argit est probablement relâché ensuite, mais pas avant que Ben n'ait placé de la glu sur ses pics pour l'empêcher de les projeter.
Argit réapparait dans l'épisode 5 de la saison 3, où on apprend qu'il a désormais une dette d'argent envers Kévin. Ce dernier le surprend sur une planète en Guerre, où il tente de gagner de l'argent par vente d'armes aux deux camps. Alors que Ben tente de mettre fin à la guerre, Kévin, qui ne croit pas à la réussite de Ben dans cette tentative, choisit, malgré le désaccord de Gwen, d'aider Argit afin qu'il rembourse ses dettes. Lorsque les soldats de la planète s'allient finalement contre Ben, Kévin fuit avec le butin (qu'il perd peu après sur le chemin), laissant Argit seul.
On le revoit dans plus tard à une sorte de restaurent intergalactique. Argit vit le Tiffin et appela Les frères Vreedels pour les rembourser en leur donnant le Tiffin. Mais Bingalausaure massacra les frères et Argit.
Dans les épisodes ultimate, Argit se fit un ami Andréas qui est un alien puissant qui peut tout détruire. Argit se servit de lui pour devenir le chef de la Confrérie des Chevaliers.(Les Chevaliers ne voulait plus que Andréas détruisait leur château)C'est grâce à Ben et aux autres que Argit dut quitter son poste de roi de la Confrérie...
Quelques épisodes plus loin, Kevin absorba l'Ultimatrix et devint incontrôlable. Il décida de se débarrasser de tous ceux qui lui avaient fait du tort dont Argit. Ce rat décida de se réfugier vers Ben et Gwen
On le revit dans la saison 3 de ben 10 ultimate alien. Argit réussit à persuader Vulkanus à aller sur Terre pour voir les Techadons se débarrasser de Ben. Ce rat, cette-fois là aida Gwen.
Puis plus tard, on retrouva Argit qui expliqua à Ben, Kevin et à Ben que les Chevaliers voulaient tuer des Aliens.

## Les Commandants Suprêmes
Les Commandants Suprêmes (HighBreeds en VO) sont les principaux antagonistes de Ben 10: Alien Force. Ils apparaissent comme des êtres de taille gigantesque, avec un corps blanc musclé et vaguement humanoïde, des symboles en forme d'yeux sur le torse, des mains noires, des ailes rétractables leur permettant de voler et un visage violet-noir sans bouche visible mais couvert d'yeux rouges. On suppose qu'ils sont peu nombreux, car ils interviennent rarement en personne, préférant envoyer leurs sbires DNAliens à leur place. Ils peuvent projeter leurs doigts-griffes pour attaquer à distance (ils se régénèrent instantanément), et ils ont une force spectaculaire : un seul d'entre eux est capable de vaincre Enormosaure avec facilité. Leur faiblesse réside dans le climat : ils ne survivent à long terme que dans les climats froids, et se déshydratent vite dans les lieux comme les déserts.

Les Commandants Suprêmes sont d'une arrogance à faire pâlir les eldars de Warhammer 40,000 : se croyant la première race de l'Univers, ils considèrent que leur ADN est le plus pur de la galaxie, et voyagent afin de conquérir et "nettoyer" l'univers des autres races, jugées des « vermines », la Terre étant leur étape actuelle. Cette xénophobie exacerbée est très visible à travers leur attitude, et ils ne mâchent pas leurs mots pour l'exprimer : ainsi, dans l'épisode 1, un d'entre eux, en affrontant Ben en tant qu'Enormosaure, ne cesse de l'injurier avec des termes tels qu'« asticot », « insecte » ou « vermine », l'accusant même de l'avoir infecté après que Ben l'a mordu.

### Les Aliens ADN
Les DNAliens sont les sbires des Commandants Suprêmes, bien que ces derniers ne les jugent pas mieux que les autres races. Il s'agit d'hybrides de drones et d'humains, créés en parasitant les humains avec des créatures appelées Xenocytes, ce qui fait muter l'humain en DNAlien en quelques heures. Toutefois, l'Omnitrix peut séparer le Xenocyte de son hôte.

Les DNAliens apparaissent comme des êtres forts et massifs, dont la bouche camoufle des tentacules capables de projeter une glu très puissante, dont ils se servent pour immobiliser leurs ennemis à distance. Outre cette glu, ils ont des griffes puissantes, capables de percer facilement l'acier. En utilisant des masques spéciaux créant un hologramme, ils peuvent prendre des apparences humaines, mais ces hologrammes peuvent être perturbés temporairement par un flash de lumière assez puissant, comme la foudre. Ils ont besoin de froid pour survivre confortablement, aussi construisent-ils des installations permettant de contrôler la météo afin de rendre le temps glacial (cf Ben 10 : Alien Force, épisode 3), mais cela ne les immunise pas aux pouvoirs cryokinésiques de Big Chill. Ils sont aussi très sensibles aux sons stridents, qui provoque chez eux une douleur suffisante pour les rendre inconscients. Leur langage se constitue apparemment d'un ensemble de grognements incompréhensibles, mais ils sont parfaitement capable d'employer le langage humain.

Bien qu'ils soient plus puissants physiquement qu'un humain ordinaire, et constituent des soldats efficaces, les DNAliens sont en général vaincus avec une facilité remarquable par les héros : ils ne font guère le poids face à Gwen, Kevin ou à n'importe quel alien de Ben, et seul leur nombre les rend réellement dangereux, à l'instar des drones de Vilgax dans la première série.

## Hex
Hex, aussi appelé Hexlord, est un auto-proclamé "maître magicien", apparut dans l'épisode Une fille chanceuse. En réalité, il est davantage un ennemi de Gwen que de Ben, car c'est essentiellement à elle qu'il s'attaque au cours de l'histoire, et il est techniquement parlant pour elle ce que Vilgax est pour Ben.
Lors de sa première apparition, il possède cinq artefacts magiques, les "Charmes de Bezel", qui lui donnent, en plus de ses pouvoirs magiques habituels, les pouvoirs de réincarnation, feu, lumière, lévitation et chance. Il tente de voler le "Grimoire d'Archamada", un grimoire du XVIe siècle contenant des enchantements qui, combinés avec les Charmes de Bezel, lui donneraient des pouvoirs inimaginables. Cependant, il perd le charme de la chance, qui tombe entre les mains de Gwen. La jeune fille use temporairement de l’artefact pour devenir une super-héroïne connue comme "Mademoiselle Chance" ("Lucky girl" dans la VO), mais Hex parvient finalement à lui le reprendre. Cependant, les Tennyson le battent avant qu'il n'achève le rituel, et Gwen brise elle-même les Charmes de Bezel, tandis qu'il est envoyé en prison.
Il est cependant plus tard libéré par sa nièce et apprentie, l'Enchanteresse. Il cherche désormais à se venger de Gwen et à trouver la "Clé de Bezel", un autre artefact qui lui permettrait de recréer les Charmes de Bezel et de multiplier la puissance de ses pouvoirs par dix. Cette clé est retrouvée par Gwen, qui s'en sert pour redevenir Mademoiselle Chance.Assisté de l'Enchanteresse, Hex récupère la Clé et lance le rituel, mais il est trahi par sa nièce, qui tente d'obtenir la clé et les charmes pour elle-même. Ben utilisa Végétal pour détruire les Charmes recréés et endommager la clé, faisant perdre leurs pouvoirs aux deux magiciens. Néanmoins, la clé ne fut pas détruite, bien que trop endommagée pour fonctionner comme avant, et Gwen la conserva.
Hex revient dans Eau non potable, où ses pouvoirs se sont partiellement régénérés, bien qu'il soit devenu un vieillard. Il entreprend de rechercher une fontaine de Jouvence afin de rajeunir, retrouver ses pouvoirs et devenir immortel. Durant l'épisode, Max puis Ben consomment accidentellement une part de l'eau de Jouvence, ce qui les ramène à l'âge de dix ans pour Max et à sa forme de bébé pour Ben. Finalement, Hex atteint la fontaine, mais il est finalement vaincu par Ben sous la forme d'Inferno enfant, et se retrouve lui-même surexposé à l'eau de Jouvence, ce qui le ramène à l'âge d'un bébé. Il est retrouvé sous cette forme par L'Enchanteresse amusée à la fin de l'épisode. Bien que cela n'ait pas été confirmé, il a vraisemblablement retrouvé son vrai âge ensuite, l'Eau de Jouvence n'ayant qu'un effet temporaire si elle n'est pas rebue.
Hex apparaît aussi brièvement dans le jeu vidéo Ben 10 : Protector of Earth comme mini-boss. Il est révélé à la fin du combat qu'il était possédé par Spectral.
Hex réapparaît dans la saison 3 de Ben 10: Alien Force. Il fait à nouveau équipe avec sa nièce, et vit dans une maison au style plus ou moins japonais avec elle. Son apparence a légèrement changé : il porte désormais un manteau et une capuche complètement rouges, et son visage a plus de blanc, lui donnant une allure de squelette encore plus forte. Il est aussi plus calme et plus patient qu'auparavant.
Hex réapparaît dans Times Heal, où Gwen lui vole le Grimoire d'Archamada et s'en sert pour reculer dans le temps et empêcher Ben et Kévin de pirater l'Omnitrix, espérant ainsi annuler la seconde mutation de Kévin. Bien qu'elle ne réussisse, ce changement temporel a pour effet de créer un futur où Hex et l'Enchanteresse ont réussi à conquérir le monde. Conscient que c'est Gwen qui a créé ce futur, Hex tente de l'empêcher de rétablir la vraie continuité, mais échoue.

## L'Enchanteresse
L'Enchanteresse (Charmcaster dans la version d'origine) est la nièce et élève d'Hex. C'est une magicienne talentueuse, bien qu'elle soit vraisemblablement moins douée que son oncle, qui la dépasse en expérience. En outre, si ce dernier utilise un bâton, elle se sert d'un sac, dont elle peut tirer divers objets, tels que des explosifs magiques, des lames de lancer ou des statuettes d'animaux qu'elle peut agrandir et contrôler pour les utiliser comme soutien. Bien que de petite taille, ce sac semble ouvrir vers une dimension parallèle, car elle peut en faire jaillir des objets logiquement beaucoup trop grands pour y rentrer (par exemple, le Bâton d'Hex). Bien que, comme la majorité des antagonistes de la série, elle n'aime pas Ben, c'est avant tout Gwen qu'elle considère comme son ennemie, toutes deux ayant des affinités pour la magie. Ainsi, elle partage avec elle une rivalité assez similaire à celle entre Ben et Kevin.
L'Enchanteresse apparaît dans Un coup de chance, où elle fait évader son oncle de prison et l'aide à retrouver la Clé de Bezel. Visiblement martyrisée par Hex, elle use de cela à son avantage pour duper Gwen et lui prendre la Clé. Elle trahit ensuite Hex afin d'obtenir la Clé et les Charmes de Bezel pour elle-même. Finalement, ses pouvoirs sont absorbés à la fin de l'épisode avec ceux d'Hex dans la Clé de Bezel.
Elle réapparait cependant dans Changement de tête, ses pouvoirs ayant régénérés depuis sa dernière rencontre avec les Tennyson. Espérant tirer profit de l'Omnitrix pour améliorer ses facultés en magie, elle tente un sort (« Transferra Identica ») pour échanger son corps avec celui de Ben, mais, après trois tentatives, elle ne parvient qu'à échanger son propre corps avec Gwen, puis à récupérer son propre corps tout en échangeant ceux de Ben et de Gwen, et enfin à ramener Ben et Gwen dans leurs corps respectifs. Elle est arrêtée à la fin de l'épisode, son sac tombant à la mer. Durant cet épisode, Gwen lui prend son livre de magie, qu'elle conserve comme un souvenir, et apprend à utiliser elle-même, ce qui l'amène à devenir une apprentie magicienne dans les dernières saisons de Ben 10, puis une magicienne presque accomplie dans Ben 10 : Alien Force.
L'Enchanteresse apparaît brièvement à la fin d'Eau non potable, où elle récupère Hex redevenu enfant en lui disant que, désormais, c'est elle qui donnera les ordres.
Enfin, elle apparaît dans Ben contre la Puissance 10 Négative comme membre de la Puissance 10 Négative, ayant récupéré par un moyen ou un autre son sac. Malgré sa loyauté envers le Roi Éternel, elle est surtout intéressée par le fait de vaincre Gwen plutôt que Ben. Elle a aussi une forte rivalité avec Rojo, et il est révélé que la couleur violette de ses yeux est due à un empoisonnement "mystique".
L'Enchanteresse a été confirmée comme réapparaissant dans la saison 3 de Ben 10: Alien Force. Comme la plupart des personnages, son aspect et son look ont notablement changé : elle a désormais des cheveux longs, ses yeux ont viré au bleu et elle porte une tenue différente, avec une jupe, des collants, des bracelets et une couronne noire. Elle n'utilise plus non plus son sac, remplacés par des pouvoirs de mana similaires à ceux de Gwen, bien qu'elle possède toujours ses Golem, désormais géants et résistants à la magie.
Dans l'épisode 9 de la saison 3, elle revêt l'aspect d'une jeune fille nommée Caroline, et tente de séduire Kévin en guise de vengeance sur Gwen. Apprenant que cette dernière est un être de mana, elle prend le contrôle de Kévin en l'embrassant et se sert de lui pour tendre un piège à Gwen et absorber son essence. Bien que Kévin soit rapidement ramené à lui, Gwen, furieuse, oublie la prudence et se jette tête baissée dans le piège, permettant à sa rivale d'absorber ses pouvoirs. Se sentant coupable, Kévin l'attire jusqu'à Ben et Gwen en feignant la trahison et en prétendant qu'elle n'a pas absorbé tout le mana de Gwen. Rendue furieuse par le mensonge, l'Enchanteresse affronte Gwen, qui en profite pour réabsorber son mana, et envoyer l'Enchanteresse dans un portail dimensionnel. Bien que l'un des Golems parvienne presque à sauver sa maîtresse, il finit par se laisser emporter avec elle, agacé par ses insultes.

## Sixsix
Sixsix est l'un des trois chasseurs de primes envoyés par Vilgax dans La Traque pour prendre l'Omnitrix à Ben. C'est un mercenaire de race non-nommée dans la série, issu du système de Sotoragg. Il possède une armure pourpre et étrange, récupérée sur un droïde assassin qu'il a affronté dans le passé, et des pieds bizarres, comme des crampons. Il est équipé d'un Jetpack, et son armure cache diverses armes très puissantes, tels que des canons, une lame laser, des lance-missiles, des disques laser, des armes soniques... Contrairement aux autres chasseurs de primes, il utilise son propre langage, mais ses camarades le comprennent tout de même, et vice-versa. Il semble également avoir une certaine réputation dans la série, ayant dû se déguiser à Incarceon pour éviter d'être défié.

Il semble très inspiré du personnage de Boba Fett dans Star Wars : même son vaisseau (vu lors de sa seconde apparition) ressemble un peu à l'Esclave I.

Après sa défaite face à Ben, il réapparait dans La Confrérie Galactique, où son nom est révélé et où il fait équipe avec Vulkanus pour mettre au point un explosif capable de détruire tout un système solaire. Ils sont stoppés par Ben et la Confrérie Galactique.

Sixsix réapparaît une troisième fois dans le long-métrage Le Secret de l'Omnitrix, où il s'échappe d'Incarceon et est récupéré par Vilgax comme acolyte. Son casque a été brisé, révélant son visage à la peau grise, bien qu'il ait été révélé que cet aspect est dû à une mutation et n'est pas l'apparence naturelle de son espèce. Étrangement, il semble devenu plus sauvage, Vilgax devant l'attacher à une laisse pour le garder sous contrôle. Il a aussi développé une rancœur envers Tetrax depuis les évènements de La Traque, l'attaquant a chacune de leurs rencontres. Il est finalement vaincu (et peut-être tué) par Tetrax alors qu'il essayait de fuir après que Ben eut vaincu l'armée de Vilgax.
Ben 10: Alien Force introduit le chasseur de primes Septsept (Sevenseven), de la même race que Sixsix, mais décrit comme beaucoup plus dangereux. Curieusement, son armure est très similaire à celle de Sixsix, si ce n'est que la couleur est légèrement plus claire. Comme Sixsix, il ne parle qu'en son propre langage, mais les autres extra-terrestres comprennent ce qu'il dit.

## Vulkanus
Vulkanus est un Detrovite (extra-terrestre de la même espèce que Technorg) qui fait équipe avec Sixsix dans La Confrérie Galactique afin de construire une arme capable de détruire un système solaire entier. Contrairement à Technorg, il n'est jamais mis en valeur dans la série. Sa force est surhumaine (supérieure à celle de Quad), et il résiste à la chaleur et la lave, mais son intelligence est très limitée. Il est stoppé à la fin de l'épisode par la Confrérie Galactique, à laquelle Ben avait alors adhéré.

Il réapparait brièvement dans Ken 10, ou il est vite battu par Ben, qui le capture et le fait emprisonner.

On le retrouve ensuite dans Ben 10: Alien Force, où on apprend que Kevin l'avait trahit et escroqué quelques années plus tôt : alors qu'ils avaient fait équipe pour un marché clandestin, il l'avait laissé seul avec la marchandise face aux Plombiers, qui avaient alors détruit son vaisseau. Après cet événement, Vulkanus n'avait donc pu quitter la Terre. Lorsque Kevin apprend que Vulkanus est en possession d'un message holographique destiné à Ben, il vient le voir et lui propose de marchander le disque, mais, désireux avant tout d'être remboursé, Vulkanus l'oblige à absorber l'énergie d'un fragment de Taedenite, la plus rare gemme de la galaxie, le transformant ainsi en mine vivante et inépuisable, et commence à faire récupérer les cristaux qui poussent sur son corps, prévoyant de continuer comme cela pour toujours. Mais Ben et Gwen intervinrent pour secourir Kevin, et Ben, sous la forme de Glacial, vainquit aisément Vulkanus en gelant et brisant son armure, révélant ainsi que ce dernier n'était en fait qu'un minuscule et ridicule extra-terrestre dans une énorme armure-robot. Plutôt que de le faire arrêter, Kevin, une fois libéré, choisit de laisser Vulkanus avec les nombreux cristaux qu'il avait déjà récolté sur lui, estimant ainsi payer de façon raisonnable ce qu'il avait fait.
Plus tard, dans la saison 3 d'Alien Force, il est révélé que Vulkanus, devenu riche grâce à la Taedanite, a acquis un permit pour changer la température de la terre et l'adapter à celle de son monde en jetant une bombe en son centre. Son plan tourne à l'échec lorsque Ben réussit à stopper la bombe et que son quartier général est détruit.
On le revit très rapidement quand ben doit apporter ler Tiffin à une planète. Bingalausaure bat très facilement Vulkanus.
Dans la saison ultimate, Vulkanus, Zombozo  et l'Enchanterresse font une alliance contre Ben.
Plus tard, Enormosaure oblige Vulkanus à lui dire où est Kevin (qui est méchant) mais cet alien ne le savait pas.
Dans la saison 3 de ben 10 Ultimate, il construisit desTechadons mais il échoua une fois de plus face à Ben 10

## Joey/Rojo
Cette femme, à l'origine nommée Joey, est apparue dans "L'Alliance". À l'origine, elle était la chef d'un gang de motardes criminelles. Lors d'une tentative pour voler un fourgon blindé, elle se retrouve face à Ben en tant que Quad. Durant le combat, au cours duquel elle blesse Max, deux drones de Vilgax attaquent et sont détruits. Les morceaux d'un des drones fusionnèrent avec Joey alors qu'elle les inspectait, la transformant en un puissant cyborg, Rojo. Ces améliorations lui donnent la faculté de voler, une force et une résistance surhumaine, des griffes en métal et un canon sur chaque épaule. Vilgax est capable de communiquer avec elle télépathiquement à travers ses parts robotiques, et la force à rechercher l'Omnitrix pour lui, menaçant de la tuer si elle échoue. Au terme de l'épisode, Ben fusionne avec elle sous sa forme de Biotech, et retire ainsi ses parties robotiques, la ramenant à sa forme humaine. Elle tente ensuite d'attaquer Ben, mais Gwen intervient et l'assomme.

Même sans être commandée par Vilgax, Joey n'a pas un tempérament aimable : elle est avare, rebelle, sauvage et amorale, n'hésitant pas à s'en prendre à des innocents sous prétexte qu'ils l'ennuient.

Elle réapparait dans "Ben 10 contre la Puissance 10 Négative" en tant que membre de la Puissance 10 Négative, désormais équipée d'une armure et d'armes extraterrestres assez similaires à ceux d'Eon, probablement fournis par les Chevaliers Éternels. Elle a alors une rivalité avec l'Enchanteresse sur le fait de savoir laquelle des deux est "la pire fille de l'équipe".

"Rojo" est un nom à double sens : il s'agit à la fois d'une contraction entre « Robot » et « Joey », pour représenter sa nature de cyborg, et du mot espagnol signifiant "rouge", couleur qu'elle possède effectivement en tant que cyborg. Ce nom n'est jamais prononcé lors de sa première apparition, mais il est visible dans les crédits.

## Clancy
Clancy est un personnage qui apparaît dans « Effets Secondaires ». Il s'agit d'un homme à la peau bleue, ayant le pouvoir de contrôler tout type d'insecte et d'arachnide situé dans ses environs. L'origine de ses facultés n'a jamais été clairement expliqué, mais étant donné qu'il a affirmé avoir grandi avec ses amis insectes dans la maison de son grand-père, on peut supposer qu'il s'agit d'un mutant. D'après le long-métrage Le Secret de l'Omnitrix, cette faculté est psychique, et il l'a apprise avec succès au Docteur Animo. Ses yeux s'allument lorsqu'il use de son pouvoir, et il parle toujours de lui en utilisant la première personne du pluriel, comme s'il voulait à la fois parler pour lui et de ses insectes.

Clancy habitait à l'origine au 8610 Chester Street, un vieux bâtiment abandonné. Lorsqu'une femme tenta de faire raser ce bâtiment pour moderniser le quartier, il la captura avec l'intention de la donner en pâture à ses insectes. Quad l'en empêcha, mais détruisit accidentellement la maison de Clancy durant le procédé. Après cela, il tenta de faire sauter la centrale nucléaire de la ville afin de tuer tous ceux qui s'y trouvaient, tandis que lui, équipé d'une combinaison d'insecte qui l'immuniserait contre les radiations, survivrait. Mais Ben, enrhumé, se transforma en un Inferno contrôlant le froid au lieu du feu, et parvint à arrêter une seconde fois ses plans. Clancy voulut ensuite prendre sa revanche sur les Tennyson, mais il est finalement vaincu par Max, qui parvient à mettre ses insectes hors de son contrôle et à le neutraliser.

Contrairement à d'autres ennemis de Ben 10, Clancy n'apparaissait pas comme réellement mauvais au début, puisqu'il essayait seulement de protéger sa maison (bien que le fait d'avoir tenté de livrer quelqu'un en pâture à ses insectes paraît exagéré), mais il commence à apparaitre comme un vrai psychopathe après que cette demeure eut été détruite, avec une grande partie de ses insectes. Cela fait de lui un antagoniste plutôt tragique, contrastant avec plusieurs ennemis de Ben réellement mauvais dans la première série.

Clancy réapparaît dans Ben 10 contre la Puissance 10 Négative en tant que membre de la Puissance 10 Négative. Il a désormais muté en une sorte d'insecte géant ayant quelques ressemblances physiques superficielles avec le Dard, ce qui laisse penser que cette mutation a été fait avec l'aide du Docteur Animo. Il peut désormais projeter des nuées d'insectes depuis sa bouche. Il semble en revanche avoir perdu la faculté de parler, car il ne s'est jamais exprimé en langage humain sous cette forme.

## Sublimino
Sublimino est un hypnotiseur spécialisé apparut dans Les Douze coups de Minuit. Il se servait de ses pouvoirs et d'une montre d'hypnose pour hypnotiser les gens et les forcer à commettre des crimes pour son compte durant la nuit. Ben fut l'une de ses victimes, et joua ainsi sans le vouloir un rôle important en utilisant ses formes aliens pour aider à réunir les matériaux nécessaires à concevoir une machine d'hypnose géante dont Sublimino prévoyait de se servir afin d'hypnotiser une foule entière de personnes à la fois. Mais lorsqu'il utilisa la machine, Ben fut cette fois le seul à échapper à l'hypnose collective, et utilisa sa forme de Végétal pour arrêter Sublimino et briser l'hypnose. Sublimino fut ensuite livré à la police, et Ben garda sa montre d'hypnose comme trophée, bien qu'il ne soit pas parvenu à l'utiliser.

En dehors de ses compétences en hypnose, Sublimino est un humain ordinaire, il est donc faible et doit se servir de ses esclaves pour se défendre.
Sublimino réapparaît dans Ben 10 contre la Puissance 10 Négative, où il est recruté comme membre par la Puissance 10 Négative, et dirige le Trio du Cirque de la Peur durant l'attaque de la banque de For Knox. Il est silencieux tout au long de l'épisode, mais hypnotise plusieurs personnes, dont le technopathe Cooper, pour les envoyer attaquer les Tennyson.

## Darkstar
Michael "Mike" Morningstar est un jeune homme issu d'une famille de Plombiers, apparu dans Ben 10: Alien Force. Particulièrement riche, il possédait des sortes de bouches de sangsues sur les paumes, dont il pouvait se servir pour aspirer l'énergie de tout individu - avec une préférence pour les jeunes filles -  ce qui affaiblissait la personne en question, et, à long terme, la changeait en une sorte de zombie sous son contrôle. L'énergie ainsi prise lui fournissait une force et une résistance surhumaine, la capacité de voler et celle de projeter de puissantes attaques d'énergie. Ses victimes portaient souvent sa marque sur les bras où les jambes. Malgré son aspect de beau jeune homme innocent, Morningstar était un être égoïste et amoral qui ne songeait qu'à toujours gagner plus d'énergie, et utilisait ses servantes-zombies pour en rechercher. Comme beaucoup de super-vilains classiques, il considère que, étant donné qu'il est né avec des pouvoirs, il devrait en user pour lui-même plutôt que pour les autres.
Lorsque Ben, Gwen et Kevin le rencontrent, Morningstar se montre à première vue positif, et leur cache son pouvoir de vampirisme. Il gagne vite la confiance de Ben et de Gwen, qui voient en lui un allié de poids, mais Kevin, pour sa part, se méfie de lui (et le jalouse en raison de l'attention qu'il attire chez Gwen).

Les doutes de Kevin se confirment lorsque Morningstar aspire l'énergie de Gwen, et devient ainsi invincible, écrasant sans difficulté Ben et Kevin. Cependant, Gwen, par la force de sa volonté, se libère de son contrôle et lui reprend son énergie, le laissant partiellement affaibli. Profitant de cela, les autres filles-zombies se rebellent à leur tour, et aspirent ce qui restent d'énergie à Morningstar, le laissant vieilli et affaibli tandis qu'elles-même retrouvent leur état d'origine. Kevin brise ensuite le badge de plombier de Morningstar, déclarant qu'il "ne le mérite pas".
Cette brève aventure a permis à Ben de comprendre qu'il ne pouvait pas recruter n'importe qui comme allié, même parmi les enfants de plombiers, et qu'il devait faire preuve de plus de jugement.
Contre toute attente, Morningstar réapparaît plus tard, au début de la saison 2, dans l'épisode 14. Ses pouvoirs sont revenus graduellement après sa première rencontre avec les héros, plus puissants qu'auparavant, et ont perdu la couleur dorée qui les caractérisait au profit d'une couleur noire. Il a également à priori perdu la capacité de voler, mais peut désormais absorber l'énergie vitale de ses victimes par des rayons noirs, sans être en contact physique direct avec elles.

En revanche, son aspect vieilli a empiré, lui faisant perdre la majorité de ses cheveux et accentuant son aspect de zombie. Plein de rancœur, il a abandonné son nom d'origine, enfilé un costume avec un masque et s'est renommé "Darkstar" ("étoile obscure", en opposition à "Morningstar", qui signifiait "étoile du matin").

Tentant de se venger, il dénonce aux Plombiers les activités de Ben et de ses amis comme étant illégales. Il attaque ensuite un vaisseau DNAlien, et oblige son commandeur (après l'avoir vaincu avec une facilité déconcertante) à attaquer Kevin et Gwen, forçant Ben à intervenir pour les aider. Tous trois n'ayant normalement pas le droit de combattre les extra-terrestres, Magister Gihill arrive sur place pour les arrêter. Darkstar capture alors ensemble Ben, Kevin, Gihill et le Commandant Suprême (qu'il trahit), tandis que Gwen s'échappe. Il les emmène ensuite dans une cachette, où il commence à absorber toute leur énergie pour se nourrir. Une fois encore, Gwen provoque sa défaite en revenant avec les DNAliens, qu'elle a convaincu de l'aider pour sauver le Commandant Suprême capturé. Les DNAliens le retiennent suffisamment longtemps pour permettre à Gwen de libérer les prisonniers, et Ben, Kevin et Gihill parviennent à le battre. Il est ensuite emmené dans le Vide Absolu par Gihill.
Il réapparaît lors du final de la saison 2, où Ben, apprenant que l'invasion HightBreed est imminente, envoie Gwen et Kevin regrouper le plus d'alliés possible. En désespoir de cause, ces derniers ramènent Darkstar du Vide Absolu avec l'aide de Cooper, et lui offrent de le libérer s'il accepte de les aider. Darkstar accepte, et se joint à eux pour l'attaque finale.

Durant la bataille, Darkstar absorbe l'énergie d'un grand groupe de DNAliens, récupérant ainsi presque son visage d'origine (fait visible car son masque était tombé peu avant), mais Ben l'arrête en lui rappelant que les DNAliens sont des humains et ne doivent pas être tués. À contrecœur, Darkstar arrête d'absorber l'énergie, et son visage redevient zombifié. Il libère ensuite plusieurs DNAliens en combattant avec une des armes conçues par Cooper. Au terme de la bataille, il fuit en profitant de la confusion.
Darkstar réapparaît dans l'épisode 11 de la saison 3, où il contacte Kévin, et le convainc de faire équipe avec lui pour retrouver un artefact ancien qui leur permettrait à tous deux de retrouver leurs formes d'origine. Après une coopération plutôt réussie, ils mettent la main dessus, qui absorbe le surplus d'énergie de Kevin pour le donner à Darkstar, leur rendant à chacun leur état normal et les transformant tous deux en humains ordinaires dépourvus de pouvoirs. Néanmoins, il est par la suite révélé que leurs pouvoirs ont été absorbés par l'artefact, que Darkstar intègre à sa tenue et utilise pour tenter d'absorber les énergies de Ben et Gwen. Kevin le détruit finalement, redonnant à Ben et Gwen leurs pouvoirs et jeunesse, tandis que Darkstar retrouve son visage zombifié et lui-même sa forme de mutant. Furieux, Darkstar fuit en jurant qu'il les fera payer un jour.
On le revit quand Ben avait besoin de renfort pour retransformer Kévin en humain. Darkstar les aida  mais ensuite captura l'énergie de Kévin pour devenir plus puissant mais cela ne marcha pas grâce à Cooper

## Les Frères Vreedle
Octagon et Rombhoid Vreedle sont un duo de mercenaires/chasseurs de primes extra-terrestres introduit dans la saison 3 de Ben 10: Alien Force. Octagon est mince, et le plus intelligent des deux (bien que cela soit relatif), tandis que Rhomboid est gros et obsédé par faire exploser tout ce qui bouge. Bien qu'ils disposent d'un arsenal potentiellement puissant, ils sont présentés comme étant parmi les ennemis les plus pathétiques de Ben : illettrés, brutaux, incompétents et réputés comme "incapables de ramener quoi que ce soit vivant", leur degrés de bêtise est devenu un sujet de gag dans la série.
Le duo fait son apparition dans l'épisode La Récup, où ils sont engagés par le Mécamorphe Galvanique Baz-L pour récupérer Fusée. Lorsqu'ils arrivent sur Terre pour le récupérer, Julie refuse, ne leur faisant pas confiance et voulant garder Fusée de toute façon. Ils commencent alors à devenir violent, entraînant une intervention de Ben pour les faire partir. Peu après, ils retentent une attaque sur Gwen et Julie pour récupérer Fusée pendant que Ben et Kévin sont partis au tribunal pour défendre le droit de propriété contre Baz-L. Après que Ben a gagné le procès, Baz-L tente de stopper les Vreedle, mais se fait apparemment exploser par Rhomboid (bien qu'il se régénère ensuite). Ben et Kévin parviennent ensuite à mettre le duo de mercenaires en déroute.
Ils reviennent plus tard dans La Boite Infernale, cherchant à s'emparer du Destructeur Naljian, un puissant artefact en forme de boite capable de prendre la forme de n'importe quelle personne, et de le revendre au meilleur acheteur. Bien qu'ils parviennent à s'en emparer, l'objet échappe vite à leur contrôle, et ils finissent par le ramener sur Terre. Alors qu'ils tentent de fuir, le Destructeur Naljian tire sur leur vaisseau, les tuant dans le procédé.
En dépit de leur mort, ils réapparaissent dans La Paix, mais à quel Prix, tentant de s'emparer du Tiffin transporté par Kévin, Gwen et Ben (alors coincé sous la forme de Bengalosaure) pour demander une rançon. Lorsque Gwen demande comment ils ont survécu, Rhomboid révèle maladroitement qu'il existe en réalité un grand nombre de duos de frères Vreedle, créés via des kits de clonage par leurs parents, mais que les kits de clonage en question étaient périmés et n'ont engendré que des clones défectueux (ce qui explique leur bêtise). Après une bagarre, ils sont finalement envoyés dans l'espace par Bengalosaure.
Leur père avait envoyé Argit pour que les Frères Vreedels aient de meilleurs résultats à l'école des plombiers...

## Kraab
Kraab est l'un des trois chasseurs de primes engagés par Vilgax dans La Traque pour prendre l'Omnitrix à Ben (les deux autres étant Sixsix et Tetrax). Il s'agit en réalité d'un robot ressemblant à un crabe, avec quatre grandes pattes, deux pinces dont une particulièrement grande avec canon intégré et une armure en or. Son arsenal inclut aussi diverses autres armes, dont un projecteur d'un produit pouvant stopper les pouvoirs d'invisibilité et d'intangibilité de Spectral.

Kraab joue un rôle assez important dans l'affrontement, parvenant à capturer Ben avec Sixsix et Tetrax, mais le changement de côté de Tetrax permet à Ben de fuir. Peu après, il est finalement vaincu par Ben en tant que Tétard Gris, qui rentre dans son corps par le cou et le sabote de l'intérieur. Il est ensuite emmené avec Sixsix par Tetrax pour être emprisonné.
Kraab réapparaît brièvement au tout début de La Bataille Finale partie 1, où il capture Ben, mais est arrêté par l'intervention de Gwen et Kévin. Son vaisseau est détruit, mais il est sauvé de justesse de l'explosion.

## Albedo
Albedo est un galvin brillant, mais arrogant, capricieux et égoïste montrant des tendances sociopathes. À un certain moment de l'histoire, il a été l'apprenti d'Azmuth, le créateur de l'Omnitrix, et lui a demandé à ce dernier de lui créer sa propre Omnitrix. Lorsqu'Azmuth refusa, il créa sa propre Omnitrix, de moins bonne qualité que l'original, et la recalibra pour qu'elle soit au même niveau que celle de Ben. Cependant, comme l'ADN par défaut enregistré était celui de Ben, cette manœuvre eut pour effet secondaire de transformer Albedo en un clone de Ben avec le même corps, les mêmes manies et les mêmes goûts en termes d'aliments, ce qu'il trouve répugnant. Un gag à répétition est qu'il a malgré lui un faible pour les frites au chili, à un point qui dépasse celui de Ben.
Dans sa première apparition, Le Double Maléfique, Albedo se rend sur Terre à la recherche de Ben, espérant utiliser son Omnitrix pour réparer la sienne. Après avoir agressé brutalement les Chevaliers Éternels pour obtenir des informations, il finit par trouver Ben, et tente de le convaincre de lui donner l'Omnitrix. Ben refusant, Albedo tente de la prendre par la force. Après deux féroces affrontements, leurs Omnitrix se collent, causant presque une explosion qui n'est évitée que de justesse, et endommageant la forme humaine d'Albedo, lui donnant des couleurs inversées (blanc au lieu de noir/brun, rouge au lieu de vert et noir au lieu de blanc). Azmuth arrive alors, et casse l'Omnitrix d'Albedo avant de l'envoyer en prison toujours coincé sous sa forme humaine.
Albedo réapparaît avec un rôle-clé dans le final de la saison 3, où il s'échappe de prison avec l'aide de Vilgax et vole à Azmuth un prototype de version améliorée de l'Omnitrix, l'Ultimatrix. Il tente de l'utiliser pour réparer l'Omnitrix, mais ne parvient qu'à reproduire une Omnitrix avec toujours les mêmes formes et le même ADN par défaut de Ben. Malgré sa méfiance, il consent à s'allier à Vilgax pour récupérer l'Omnitrix, et aide ce dernier à capturer Gwen et Kévin pour isoler leur ennemi. Il tend ensuite un piège à Ben, et réussit à le battre en utilisant la capacité particulière de l'Ultimatrix à évoluer en une nouvelle forme pour vaincre Ben. Après que Ben a été contraint de livrer l'Omnitrix à Vilgax cependant, le Seigneur Galactique trahit Albedo et l'emprisonne. Au terme de l'épisode, toutefois, Ben le libère et le contraint à lui donner l'Ultimatrix. Il n'est plus vu par la suite, bien qu'on assume qu'il soit parvenu à s'échapper du vaisseau avant son explosion.
On le verra dans la saison Ultimate, où il décida de créer une machine qui lui rendre son apparence mais à cause de Ben, Albedo est toujours coincé avec sa forme.(Albedo n'a plus l'Ultimatrix) Mais grâce à sa machine Albedo peut devenir toutes les formes qu'ils désirent sauf celles des Galvins.

## Zombozo
Zombozo est un clown portant certaines ressemblances mineures avec le Joker dans Batman, qui apparaît dans La Dernière Blague. Il se nourrit de la joie des gens, utilisant une machine de sa conception, le "Cyclown", qui lui permet d'absorber la joie des gens, les laissant tristes, voir vieillis. Il possède aussi des pouvoirs d'illusions, et dirigeait le "Trio du Cirque de la Peur", un groupe de trois clowns dotés de super-pouvoirs.

Malgré l'incapacité de ses subordonnés à vaincre Ben, Zombozo parvient tout de même à poser des problèmes au héros, ce dernier souffrant d'une phobie des clowns. Cependant, parvenant finalement à surmonter sa peur des clowns, Ben affronte Zombozo et le terrorise en utilisant Spectral, dont il lui montre le véritable aspect (celui sous la peau de protection), ce qui réduisit le clown à l'état de confettis.

Zombozo réapparaît dans l'épisode 3 de Ben 10: Ultimate Alien, où, après que l'identité de Ben a été révélé, il mène une coalition des ennemis de Ben contre les proches du héros (notamment ses parents). Après que ses premières attaques indirectes ont été mises en déroute par Max Tennyson, il fait équipe avec Vulkanus et l'Enchanteresse. Dans cet épisode, il utilise des gadgets basés sur les farces et attrapes comme armes, de la même manière que le Joker.

## Haleine dechacal
Haleine de chacal fait partie du Trio du Cirque de la Peur avec Miss Étrange et Super-fort.